# 관세음보살42수진언집
 관세음보살42수진언집(觀世音菩薩42手眞言集)은 부산광역시 금정구에 있는 진언집이다. 2019년 12월 4일 부산광역시의 유형문화재 제210호로 지정되었다.

## 지정 사유
'관세음보살42수진언집'은 보관 상태가 불량하여 수리한 것으로 원래 절첩장(병풍식)이던 것을 권자본(두루마리)형태로 만들었다. 앞표지는 있으나 글자 판독이 불가하고 뒷 표지는 없으며 발문이나 간기가 없다.
권수(卷首)에 관세음보살께 귀의(歸依)하는 내용의 원문이 열거되고 제1 관세음보살 여의주수진언(如意珠手眞言)으로 시작하여 제42 관세음보살 총섭천비수 진언(摠攝千臂手 眞言)을 끝으로 상단에 42수의 변상(變相)과 그 우측에 화제(畫題)를 배치하고 변상아래에 범자 한토(梵字 漢吐)로 구성된 진언이 계속된다. 42수진언 말미에는「대광지 삼장 사문 불공 봉조역(大廣智 三藏 沙門 不空 奉詔譯)으로 명기하고 있다. 따라서 이 42수진언집은 고려후기 밀교(密敎)가 유행했던 당시 송(宋)으로부터 수입되어 고려에서 중간된 것으로 보이며 불복(佛腹)에서 발견된 것으로 추정된다.
진언집의 글씨는 송나라 천노(川老)가 뜻을 풀이하고 운문형식의 칭송하는 글을 붙인 천노해 금강반야바라밀경(川老解 金剛般若波羅蜜經)와 유사한 글씨임을 알 수 있다. "천노해 금강반야바라밀경"은 송나라에서 간행된 불경으로 우왕13년(1387)에 고려에서 복각한 것임이 밝혀져 동일본이 보물 제919호(서울 서대문구), 보물 제974호(서울역사박물관), 보물 제1127호(국립중앙박물관 소장본)로 각각 지정되어 있다. 따라서 신청한 유물 <관세음보살42수진언집>도 고려 우왕13년(1387)경 복각된 것으로 추정된다.
이 <진언집>에는 현대 <관세음보살42수진언집>에 없는 다라니와 계청이 다수 포함되어 있는 것을 볼 때 고려말에 간행된 <관세음보살 42수진언집>의 원본으로 추정되며 1350년경 고려에서 대중보급판으로 다시 번각한 현존하는 유일본으로 보인다. 또 42도의 원형그림을 볼 수 있으며 사라지고 없는 각종 진언이 수록되어 있는 점 등으로 보아 사료적 가치가 높은 자료이므로 부산광역시지정유형문화재로 지정하여 보존·관리하는 것이 바람직하다고 판단된다.

## 참고 문헌
- 관세음보살42수진언집 - 국가유산청 국가유산포털